# Le Perrier
 Le Perrier  ist eine französische Gemeinde mit 2210 Einwohnern (Stand 1. Januar 2022) im Département Vendée in der Region Pays de la Loire; sie gehört zum Arrondissement Les Sables-d’Olonne und zum Kanton Saint-Jean-de-Monts.

## Geografie
Le Perrier liegt rund fünfzig Kilometer von La Roche-sur-Yon entfernt.

## Etymologie
Der Name entstand aus dem ursprünglichen Namen Pé de Riez.

## Geschichte
Die Region, die früher einmal von Meer bedeckt war, ist auch heute noch von Sümpfen geprägt. Die Bevölkerung des Dorfes hat ihre eigenen Traditionen bewahrt. Im April 1622 wurde der Ort von Ludwig XIII. besucht. Er kam, um in Saint-Hilaire-de-Riez gegen die protestantische Armee zu kämpfen. Im Juni 1794 wurde das Dorf niedergebrannt, Bewohner ermordet und die Kirche geplündert. 1815 war das Dorf Schauplatz des Vendéekriegs zwischen Royalisten und Republikanern.

## Bevölkerungsentwicklung
| Jahr      | 1962 | 1968 | 1975 | 1982 | 1990 | 1999 | 2007 |
| Einwohner | 1310 | 1257 | 1218 | 1385 | 1532 | 1502 | 1797 |